# شارلوت بيست
شارلوت إليز بيست (بالإنجليزية: Charlotte Best)‏ (من مواليد 16 يناير 1994) ممثلة وعارضة أسترالية. عرفت بدورها البارز في المسلسل التلفزيوني ذهابا وايابا في دور أصغر فتيات عائلة كامبل، آني كامبل.

## روابط خارجية
- شارلوت بيست على موقع IMDb (الإنجليزية)
- شارلوت بيست على موقع قاعدة بيانات الفيلم (الإنجليزية)